# Ново Село (Боговиње)
Ново Село (мкд. Ново Село) је насеље у Северној Македонији, у северозападном делу државе. Ново Село припада општини Боговиње.

## Географија
Насеље Ново Село је смештено у северозападном делу Северне Македоније. Од најближег већег града, Тетова насеље је удаљено 22 km јужно.
Ново Село се налази у горњем делу историјске области Полог. Насеље је положено високо, на источним висовима Шар-планине, које се пар километара западно спуштају у плодно и густо насељено Полошко поље. Надморска висина насеља је приближно 1.230 метара.
Клима у насељу је планинска због знатне надморске висине.

## Становништво
Становници Новог Села се по етничкој припадности могу поделити на две групе, албанизоване Горане и на Албанце. Село су основали преци рода Десовци који су се доселили из Призренске горе крајем 18. века. Албански родови су углавном дошли из ЉУме.
Ново Село је према последњем попису из 2021. године имало 877 становника.
| Национални састав према попису из 2021.‍ | Национални састав према попису из 2021.‍ | Национални састав према попису из 2021.‍ | Национални састав према попису из 2021.‍ | Национални састав према попису из 2021.‍ |
| --------------------------------------- | --------------------------------------- | --------------------------------------- | --------------------------------------- | --------------------------------------- |
|                                         |                                         |                                         |                                         |                                         |
| Албанци                                 | Албанци                                 |                                         | 662                                     | 75,5%                                   |
| непописани                              | непописани                              |                                         | 214                                     | 24,4%                                   |

Већинска вероисповест је ислам.